# 기본 동치
모형 이론에서 기본 동치(基本同値, 영어: elementary equivalence)는 두 구조가 같은 1차 논리 문장들을 만족시키는 관계이다.

## 정의
같은 언어의 구조 {\displaystyle M}, {\displaystyle N}에 대하여,  다음 조건들이 서로 동치이며, 만약 이 조건이 성립하면 {\displaystyle M}과 {\displaystyle N}이 서로 기본 동치라고 한다.
- 모든 1차 논리 문장 {\displaystyle \phi }에 대하여, {\displaystyle M\models \phi \iff N\models \phi }
- 모든 1차 논리 문장 {\displaystyle \phi }에 대하여, {\displaystyle M\models \phi \implies N\models \phi }
- 모든 1차 논리 문장 {\displaystyle \phi }에 대하여, {\displaystyle N\models \phi \implies M\models \phi }

(문장이란 자유 변수를 포함하지 않는 공식을 의미한다.)
같은 언어에 대한 구조 {\displaystyle M}과 {\displaystyle N} 사이의 기본 매장(基本埋藏, 영어: elementary embedding)은 다음 성질을 만족시키는 함수
{\displaystyle j\colon M\to N}
이다.
- {\displaystyle k}개의 자유 변수 {\displaystyle {\vec {x}}}를 갖는 임의의 1차 논리 공식 {\displaystyle \phi } 및 임의의 {\displaystyle {\vec {m}}\in M^{k}}에 대하여, 만약 {\displaystyle M\models \phi [{\vec {m}}/{\vec {x}}]}라면 {\displaystyle N\models \phi [j({\vec {m}})/{\vec {x}}]}이다.

만약 {\displaystyle M\subset N}이고 부분 집합 포함 함수가 기본 매장을 이룬다면, {\displaystyle M}이 {\displaystyle N}의 기본 부분 구조(基本部分構造, 영어: elementary substructure)라고 한다.

## 성질
구조의 기본 동치는 동치 관계이다.
기본 매장은 다음 성질들을 만족시킨다.
- 단사 함수이다. 이는 1차 논리가 등호를 포함하며, 따라서 {\displaystyle m_{1}\neq m_{2}\implies j(m_{1})\neq j(m_{2})}이기 때문이다.
- 강준동형사상이다.
- 기본 동치이다.

같은 언어에 대한 두 구조 {\displaystyle M}, {\displaystyle N}에 대하여, {\displaystyle M\subset N}이라면 다음 두 조건이 서로 동치이다.
- {\displaystyle M}은 {\displaystyle N}의 기본 부분 구조이다.
- (타르스키-보트 조건 영어: Tarski–Vaught criterion) 임의의 {\displaystyle k+1}개 자유 변수를 갖는 1차 논리 공식 {\displaystyle \phi (x,{\vec {y}})} 및 {\displaystyle {\vec {b}}\in N^{k}}에 대하여, {\displaystyle N\models \phi (a,{\vec {b}})}인 {\displaystyle a\in M}이 존재한다.

## 예
워시 정리에 따라, 어떤 모형 {\displaystyle M}과 그 초거듭제곱 {\displaystyle M^{n}/{\mathcal {U}}}은 서로 기본 동치이다.
하나의 이항 관계 {\displaystyle \langle \leq \rangle }의 구조로서, 유리수의 집합 {\displaystyle \mathbb {Q} } 및 실수의 집합 {\displaystyle \mathbb {R} }는 서로 기본 동치이다. 그러나 이들은 순서체의 언어 {\displaystyle \langle +,\cdot ,-,0,1,\leq \rangle }의 구조로는 서로 기본 동치가 아니다.
실수체 {\displaystyle \mathbb {R} }와 초실수체 {\displaystyle ^{*}\mathbb {R} }는 순서체의 언어의 구조로서 서로 기본 동치이다.